# Середні Кичі
Середні Кичі́ (рос. Средние Кичи) — селище у складі Таштагольського району Кемеровської області, Росія. Входить до складу Усть-Кабирзинського сільського поселення.

## Населення
Населення — 12 осіб (2010; 17 у 2002).
Національний склад (станом на 2002 рік):
- шорці — 100 %